# جایزه ویارجو

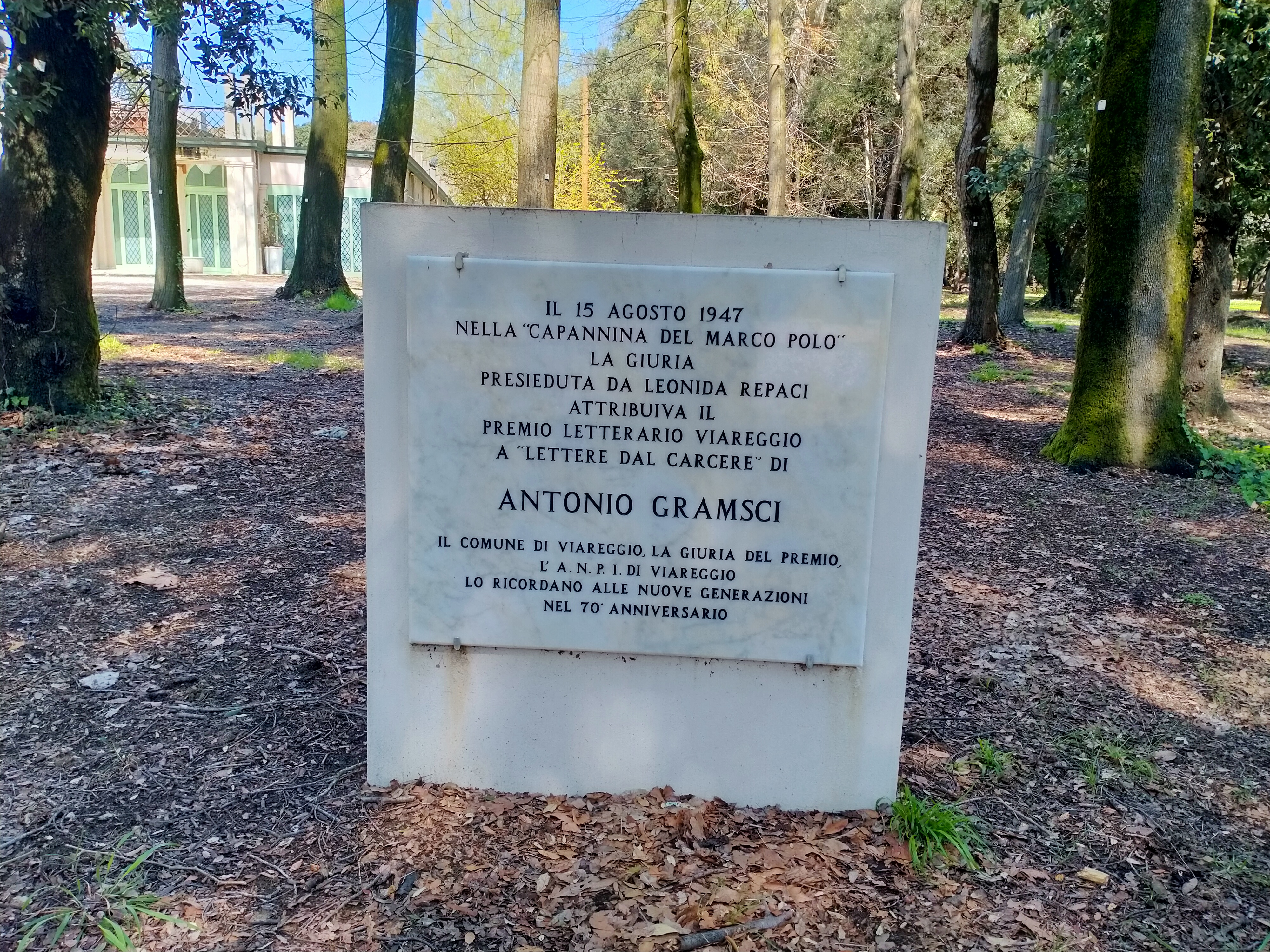
بنای یادبود جایزهٔ ویارجو در ۱۹۴۹‌ به افتخار آنتونیو گرامشی

جایزه ویارجو (ایتالیایی: Premio Viareggio یا Premio Letterario Viareggio-Rèpaci) یک جایزه ادبی ایتالیایی است که اولین بار در سال ۱۹۳۰ اهدا شد. نام آن از شهر توسکانی ویارجو گرفته شده‌است و توسط سه دوست برای رقابت با جایزه باگوتای میلانی طراحی شده‌است. آلبرتو کولانتونی، کارلو سالسا و لئونیدا رپاچی.

## فهرست دریافت کنندگان
جوایز اول (یا برخی موارد برابر اول) به شرح زیر اهدا شده است:
- ۱۹۳۰[۳]
  - آنسلمو بوچی
  - لورنزو ویانی
- ۱۹۳۱ – کورادو تومیاتی[۴]
- ۱۹۳۲ – آنتونینو فوسکینی
- ۱۹۳۳[۵] – آکیله کامپانیله
- ۱۹۳۴[۶] – رافائله کالتسینی
- ۱۹۳۵[۷]
  - ماریو ماسا
  - استفانو لندی
- ۱۹۳۶ – ریکاردو باکلی[۸]
- ۱۹۳۷ – گوئلفو چیوینینی[۹]
- ۱۹۳۸
  - ویتوریو جی. روسی[۱۰]
  - انریکو پیا
- ۱۹۳۹
  - ماریا بلونچی، زندگی و زمانه لوکرزیا بورجا
  - آرنالدو فرتیلی
  - اوریو ورگانی
- ۱۹۴۹
  - آنتونیو گرامشی